# Sunčana strana ulice
«Sunčana strana ulice» — музыкальный альбом группы Azra. Издан в 1981 лейблом Jugoton — LSY 69029/30. Длительность композиций составляет 28:01. Альбом относят к направлениям рок и новая волна.

## Описание
Осенью 1980-х годов Azra выпустила сингл «Lijepe žene prolaze kroz grad», который спродюсировал Хусейн Хасанефендич, сыгравший и блюз-соло на гитаре. Этот сингл стал анонсом предстоящего двойного альбома Sunčana strana ulice. В альбом вошли 24 трека Бранимира Штулича, среди них некоторые из его ранней музыкальной карьеры. В числе песен о любви: «Ne reci mi dvaput», «Između nas», «Gospodar samoće» и «Sunčana strana ulice», они выделяются акустическим звучанием и использованием духовых инструментов. Впервые Штулич поднимает политическую тематику о стране и за её пределами в песнях: «Užas je moja furka», «Poljska u mome srcu», «Kurvini sinovi» и «Uvijek ista priča», хотя на заре своей карьеры Azra избегала таких текстов. Единственный раз проблема с лейблом Jugoton возникла по поводу песни «Kurvini sinovi», направленной «против империализма и гегемонии».

## Список композиций

### Сторона A
1. A1 «041» (1:29)
2. A2 «Užas je moja furka» (3:14)
  - Saksofon — Miroslav Sedak — Benčić
3. A3 «Fa-Fa-Fa» (1:51)
4. A4 «Kipo» (1:34)
  - Trombon — Nikola Santro
5. A5 «Ne reci mi dvaput» (2:42)
6. A6 «Provedimo vikend zajedno» (2:05)
  - Вокал — Boris Leiner

### Сторона B
1. B1 «Kurvini sinovi» (3:29)
2. B2 «Bankrot mama» (1:36)
3. B3 «Pametni i knjiški ljudi» (3:21)
4. B4 «Kad Miki kaže da se boji» (3:04)
5. B5 «Pit… i to je Amerika» (3:05)
  - Harmonika — Mladen Juričić
6. B6 «Daleko od istine» (2:17)

### Сторона C
1. C1 «Poljska u mome srcu» (3:30)
2. C2 «Suzi F. (Kada vidim Beč)» (1:53)
  - Вокал — Boris Leiner
3. C3 «Između nas» (2:36)
  - Saksofon — Miroslav Sedak — Benčić
  - Труба, Тромбон — Franjo Vlahović
4. C4 «Nemoj po glavi D.P.» (1:24)
5. C5 «Gospodar samoće» (1:35)
6. C6 «Poljubi me …» (3:30)

### Сторона D
1. D1 «Karta za sreću» (2:57)
2. D2 «Uvijek ista priča» (3:20)
  - Вокал — Mišo Hrnjak
3. D3 «Sunčana strana ulice» (2:00)
4. D4 «Grad bez ljubavi» (1:20)
5. D5 «Nedjelja popodne» (2:38)
  - Саксофон — Miroslav Sedak — Benčić
6. D6 «Odlazak u noć» (4:16)